# Ludlow (Illinois)
Ludlow és una vila dels Estats Units a l'estat d'Illinois. Segons el cens del 2000 tenia 324 habitants.

## Demografia
Segons el cens del 2000, Ludlow tenia 324 habitants, 141 habitatges, i 83 famílies. La densitat de població era de 357,4 habitants/km².
Dels 141 habitatges en un 27,7% hi vivien nens de menys de 18 anys, en un 40,4% hi vivien parelles casades, en un 13,5% dones solteres, i en un 41,1% no eren unitats familiars. En el 36,2% dels habitatges hi vivien persones soles el 15,6% de les quals corresponia a persones de 65 anys o més que vivien soles. El nombre mitjà de persones vivint en cada habitatge era de 2,3 i el nombre mitjà de persones que vivien en cada família era de 2,98.
Per edats la població es repartia de la següent manera: un 27,2% tenia menys de 18 anys, un 6,8% entre 18 i 24, un 33,6% entre 25 i 44, un 21% de 45 a 60 i un 11,4% 65 anys o més.
L'edat mediana era de 35 anys. Per cada 100 dones de 18 o més anys hi havia 98,3 homes.
La renda mediana per habitatge era de 35.000 $ i la renda mediana per família de 41.875 $. Els homes tenien una renda mediana de 37.917 $ mentre que les dones 19.643 $. La renda per capita de la població era de 19.507 $. Aproximadament el 9,1% de les famílies i el 15% de la població estaven per davall del llindar de pobresa.

## Poblacions més properes
El següent diagrama mostra les poblacions més properes.